# Трибуховская сельская община
Трибуховская сельская община (укр. Трибухівська сільська громада) — территориальная община в Чортковском районе Тернопольской области Украины.
Административный центр — село Трибуховцы.
Население составляет 8883 человека. Площадь — 115,5 км².
В соответствии с распоряжением Кабинета Министров Украины от 12 июня 2020 года, в состав общины вошла территория Медведевского, Пылявского, Пышковского, Трибуховского и Цветовского сельских советов упразднённого Бучачского района.

## Населённые пункты
В состав общины входит 7 сёл:
- Трибуховцы
- Медведевский старостинский округ:
  - Медведевцы
- Пылявский старостинский округ:
  - Мартыновка
  - Новоставцы
  - Пылява
- Пышковский старостинский округ:
  - Пышковцы
- Цветовский старостинский округ:
  - Цветова